# Джунглі кличуть! У пошуках Марсупіламі
Джунглі кличуть! У пошуках Марсупіламі (фр. Sur la piste du Marsupilami) — бельгійсько-французький пригодницький комедійний фільм 2012 року режисера Алена Шаби. Заснований на серії коміксів «Марсупіламі». Фільм поєднує ігрові зйомки з анімацією CGI.

## Сюжет
Головний герой Ден Джеральд працює телеведучим. Колись він був дуже популярний, але тепер все змінилося, і його кар'єрі поступово приходить кінець. Щоб спробувати змінити ситуацію і повернути колишню славу, Ден вирушає на пошуки сенсації в спекотну тропічну країну Паломбо. Одного разу під час поїздки з місцевим гідом Пабліто Камерона, вони знаходять дивного міфічного звіра Марсупіламі, організм якого за легендою містить унікальні речовини, здатні продовжувати життя. Така сенсаційна знахідка робить Дена одним з найвідоміших журналістів планети, але так само призводить до того, що на звірка починається справжнісіньке полювання.

## У ролях
| Актор            | Роль                                          |
| ---------------- | --------------------------------------------- |
| Жамель Деббуз    | Пабліто Камарон (ексцентричний ветеринар/гід) |
| Ален Шаба        | Ден Джеральдо (репортер)                      |
| Фред Тесто       | Ермозо (ботанік)                              |
| Жеральдін Накаше | Петунія (помічниця Ермосо)                    |
| Ламбер Вільсон   | генерал Почеро (президент Паломбії)           |
| Патрік Тімсіт    | Капорал (паломбійський майор-полковник)       |
| Лія Кебеде       | королева Пайя                                 |
| Великий Калі     | Боло                                          |
| Аїсса Маїга      | Клариса Айріс (дикторка на TV Palombia)       |
| Жак Вебер        | Тато Ден (батько Дена Джеральдо)              |
| Шанталь Лобі     | оповідачка                                    |
| Герардо Тарасена | Матео                                         |
| Селін Діон       | камео                                         |